# Genetta johnstoni
La genetta di Johnston (Genetta johnstoni  Pocock, 1907) è un carnivoro della famiglia dei Viverridi diffuso nell'Africa occidentale.

## Descrizione

### Dimensioni
Carnivoro di medie dimensioni, con la lunghezza della testa e del corpo tra 400 e 520 mm, la lunghezza della coda tra 400 e 540 mm e un peso fino a 3 kg.

### Aspetto
Il colore del corpo varia dal giallo-ocra brillante al color sabbia, più pallido nelle regioni ventrali. Una striscia nerastra si estende dalle spalle fino alla base della coda. Su ogni fianco sono presenti da 5 a 6 file di macchie nerastre, con le due inferiori meno distinte ed irregolari. Gli arti sono bruno-nerastri. La coda è più lunga della testa e del corpo, è nerastra ed ha sette anelli bianchi. L'ultimo anello scuro è più lungo e comprende la punta della coda. La pelliccia è corta e densa. Le femmine hanno un paio di mammelle pettorali.

## Distribuzione e habitat
Questa specie è endemica delle foreste della Liberia, Costa d'Avorio e Ghana.
Vive nelle foreste pluviali dense in prossimità di paludi e acquitrini. Tuttavia un individuo è stato catturato nelle savane alberate della Guinea.

## Conservazione
La IUCN Red List, considerato che la popolazione è diminuita del 30% negli ultimi 20 anni a causa della perdita del proprio habitat, classifica G.johnstoni come specie vulnerabile (VU).